# Bakenesserkerk
De Bakenesserkerk is een kerk in het centrum van Haarlem, gelegen in de buurt Bakenes. Opvallend is de witte toren, die vrijwel gelijk is aan de toren van de Grote of Sint-Bavokerk op de Grote Markt te Haarlem.

## Geschiedenis
De Bakenesserkerk was oorspronkelijk een grafelijke kapel gewijd aan Maria. Vermoed wordt dat deze kapel dateert uit de dertiende eeuw. De kerk zelf dateert waarschijnlijk uit de vijftiende eeuw. De westzijde van de kerk ligt aan de Vrouwestraat, op minder dan een steenworp afstand van de Bakenessergracht in Haarlem. De oostzijde grenst aan 't Krom, zo genoemd omdat hier vroeger de smeden van zwaarden woonden. De kerk heette voor de reformatie Onze Lieve Vrouwekapel op Bakenesse. Aanvankelijk was de Bakenesserkerk een katholieke kerk, maar tijdens de reformatie ging de kerk in 1577 over naar de hervormden. In de zeventiende eeuw werd de kerk uitgebouwd: er kwam aan de noordzijde een tweede beuk bij. De hoofdingang, voorheen aan de Bakenesserstraat, werd verlegd naar de Vrouwestraat. In de negentiende eeuw maakte de schilder Johannes Bosboom een aantal schilderijen van het interieur van de kerk.

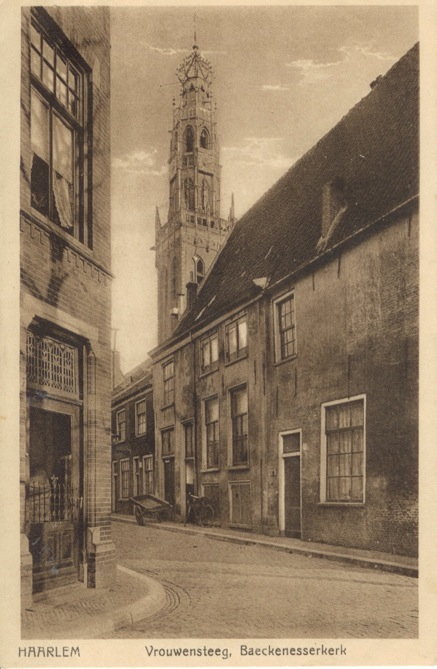
De Bakenesserkerk rond 1900

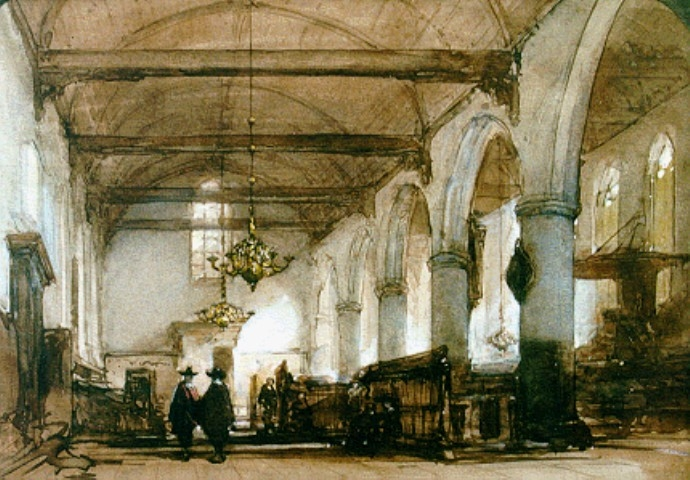
Interieur van de kerk rond 1850 door Johannes Bosboom

Vanaf 1779 diende de Bakenesserkerk ook als kinderkerk: hier kregen kinderen hun godsdienstige vorming van de hervormde diaconie. De kinderen, vaak wezen, moesten de kinderdiensten bijwonen. Deden ze dat niet, dan werd hun toelage gekort. De kinderkerkdiensten vonden plaats tot in de jaren vijftig van de twintigste eeuw. Een gedenksteen in de kerk herinnert nog aan deze functie van de kerk.
De huidige kerk bestaat uit twee beuken met een toren aan de westkant. Het oudste deel is de hoofdbeuk aan de zuidkant met een vijfzijdig gesloten koorpartij. Omstreeks 1530 kreeg de kerk een rijk versierde toren (zie hierna, onder 'Tweelingtoren'). De recht gesloten noordbeuk, die zich waarschijnlijk op de plaats van de oorspronkelijke kapel bevindt, werd tegen het eind van de zestiende eeuw afgescheiden van de hoofdbeuk en met huisjes volgebouwd. Deze noordbeuk werd tussen 1620-1639 hersteld en weer bij de kerk getrokken. De poort aan de oostzijde dateert uit 1620 en is gebouwd in de stijl van de in Haarlem populaire bouwmeester Lieven de Key. De poort aan de noordzijde - thans de hoofdingang - heeft aan weerszijden Ionische pilasters; deze poort dateert uit 1639. Aan de westzijde is in de noordbeuk een ingebouwd huisje met kruiskozijnen bewaard gebleven, dat nu aansluit bij de kosterij aan de Vrouwenstraat. De kerk is gerestaureerd in 1930-1934 en in 1969-1972. Bij de laatste restauratie is gebruikgemaakt van cementgebonden mortel waarmee beschadigde zandstenen delen kunnen worden hersteld.
Het interieur is ruim en sober. Inwendig zijn er houten tongewelven met trekbalken. De beuken worden gescheiden door een reeks zuilen met natuurstenen banden. In de sluiting van de hoofdbeuk staan zes gesneden laatgotische heiligenbeelden onder het gewelf en vier muurstijlen met onderaan de evangelistensymbolen. De preekstoel is versierd met Ionische pilastertjes uit de eerste helft van de zeventiende eeuw. Vroeger bezat de kerk een orgel, maar dat is nu verdwenen.

## Tweelingtoren
De toren van de Bakenesserkerk, die uit 1530 dateert, lijkt op de kruisingstoren van de Grote of Sint-Bavokerk, de eerste wit van kleur, de tweede grijs. Ze worden ook wel de tweelingtorens genoemd. Haarlem naderend vanuit Amsterdam lijkt het net of beide torens naast elkaar staan. Het verhaal gaat dat Cornelis de Wael, bouwmeester van de Dom van Utrecht, in 1502 een ontwerp voor een stenen vieringtoren voor de Haarlemse Grote Kerk maakte. Na de bouw bleek dat de vier kruispijlers van de Grote Kerk het gewicht van de stenen toren niet konden dragen. Tussen 1514 en 1517 werd de toren afgebroken, waarvan wordt gezegd dat hij naast het eenvoudige schip van de nabijgelegen Bakenesserkerk weer is opgebouwd. Dit verhaal is echter zeer onzeker. Zo zijn er grote verschillen in maatvoering en wordt er geen melding van gemaakt in de kerkrekeningen en overige historische bronnen. Het oorspronkelijke ontwerp voor een stenen toren had waarschijnlijk een zeer ander uiterlijk. De Grote Kerk kreeg een lichtere toren conform min of meer hetzelfde ontwerp, maar gemaakt van hout bekleed met lood.

## Klokken

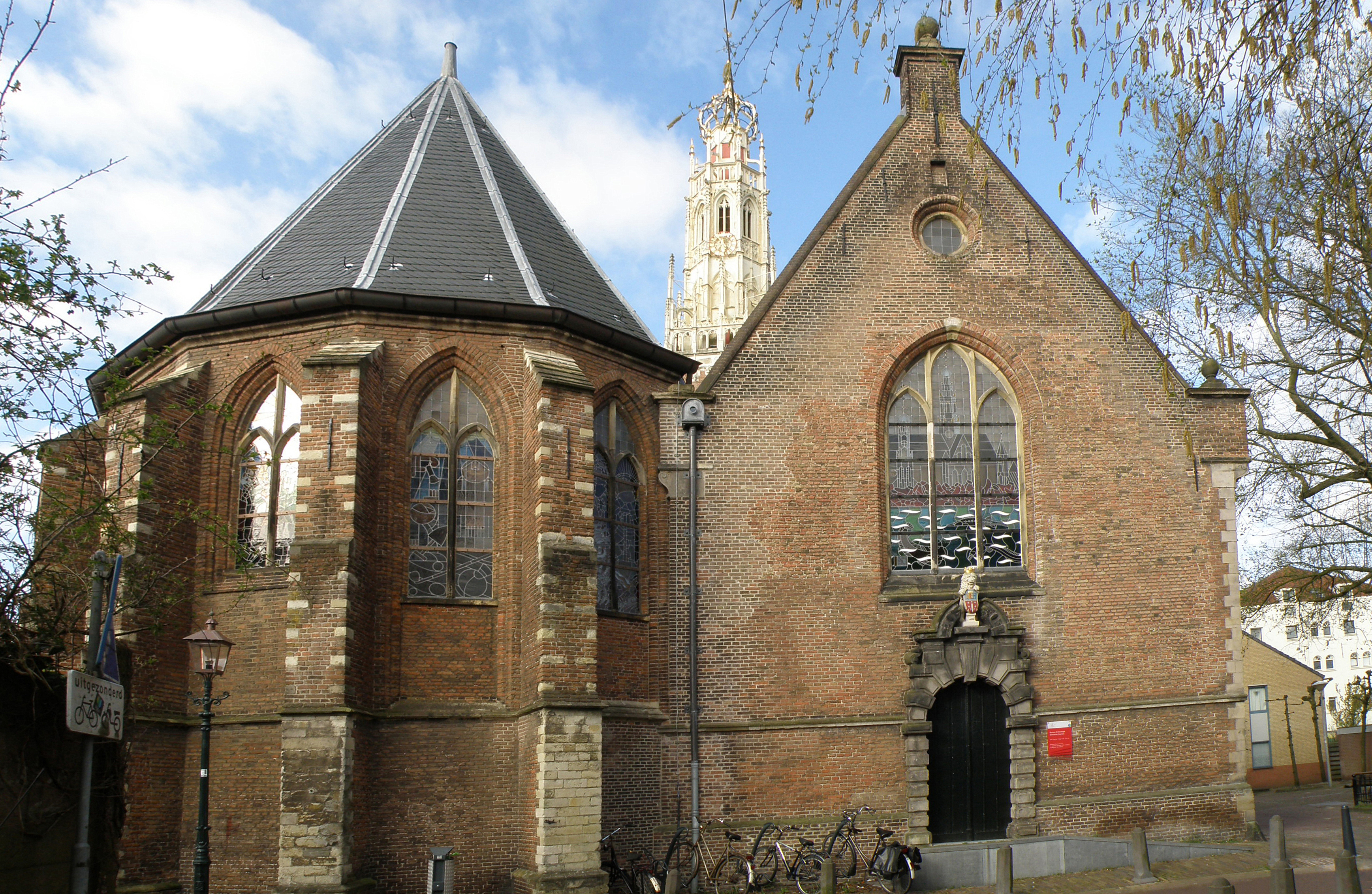
Koor (oostzijde), met poort uit 1620.

De toren beschikte oorspronkelijk over een klokkenspel van François Hemony uit 1663. Dit kwam in verval en werd uiteindelijk door de stad in 1809 verkocht evenals al eerder in 1804 gebeurde met de klokken en het klokhuis bij de Grote of Sint-Bavokerk. Twee klokken van François Hemony uit 1663 bleven in de toren achter als luidklok. Bij de restauratie (1969-1972) is een ander klokkenspel aangebracht dat ook grotendeels is opgebouwd uit klokken van François Hemony, afkomstig uit het carillon van de Grote of Sint-Bavokerk. De drie kleinste klokjes zijn uit 1670 gegoten door Pieter Hemony. Eijsbouts goot twee klokjes in de stijl van Hemony in 1972. Het klokkenspel wordt wekelijks bespeeld door de stadsbeiaardier op vrijdag van 11.30u tot 12u. Rien Donkersloot is in deze functie aangesteld door de gemeente Haarlem. Hij versteekt ook één maal per jaar de speeltrommel die het carillon automatisch laat spelen als aankondiging van de uurslagen en de andere kwartieren.

## Bakenesserkerk in verval
Kerkdiensten vinden allang niet meer plaats in de kerk. De witte toren is bezit van de gemeente Haarlem en wordt door de gemeente onderhouden. De kerk zelf werd in 1997 door de hervormde gemeente afgestoten en samen met de kosterswoning verkocht aan een particuliere kunsthandelaar. Deze heeft de kosterswoning en kerk gescheiden en de kosterswoning apart verkocht. Ook delen van het interieur, zoals de kerkbanken en de kroonluchters, zijn van de hand gedaan. De kerk werd daarna af en toe gebruikt voor exposities en feesten en partijen. Ook heeft er enige tijd een tuinarchitect kantoor gehouden. De eigenaar verkocht de kerk in 2005 voor rond de 700.000 euro aan vastgoedontwikkelaar Minerva in Amsterdam, die er een appartementengebouw in zag. Dat bleek echter technisch niet haalbaar. In 2007 ging de kerk weer in de verkoop voor 1,2 miljoen euro. De particuliere eigenaren verwaarloosden de kerk: de muren vertoonden scheuren, de poorten brokkelden af, het ijzerwerk verroestte en het zinkwerk was kapot.

## Behoud Bakenesserkerk
Omwonenden richtten in 2007 de Stichting Vrienden van de Bakenes op om de kerk te behouden en een rol te laten spelen in het sociale en culturele leven van Haarlem en omstreken. In november 2008 kocht de gemeente Haarlem alsnog de kerk om er de Haarlemse Archeologische dienst te vestigen. Na een renovatie (2010) betrok deze dienst de kerk, die voor een deel intact was gebleven en voor een deel tot werkruimte was verbouwd, waar ook archeologische vondsten getoond kunnen worden.